# Язвицкий, Николай Иванович
Николай Иванович Язвицкий (в ЭСБЕ ошибочно указан как Николаевич; 1782, Подберезье, Владимирская губерния — 17 июня 1820, Санкт-Петербург) — российский педагог, писатель

, поэт и переводчик начала XIX века.

## Биография
Николай Язвицкий родился в 1782 году в семье дьякона. Учился сначала в Суздальской семинарии, а с 1799 года — во Владимирской семинарии.
В 1803—1808 годах учился в Санкт-Петербургском педагогическом институте, после чего работал учителем Санкт-Петербургской гимназии.

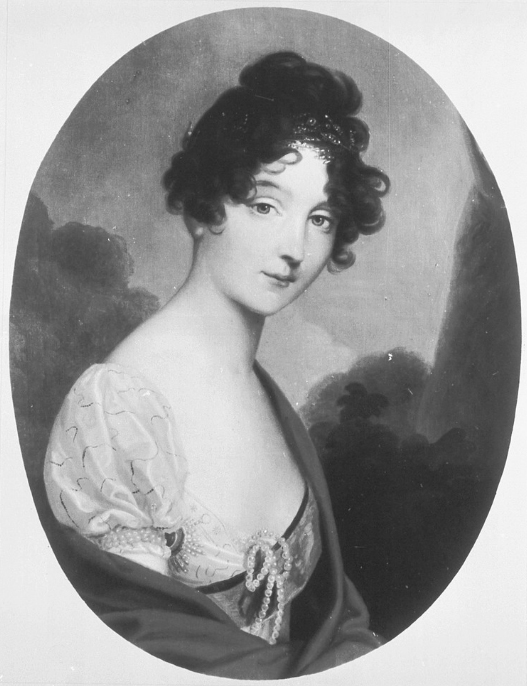
Ученица Н. И. Язвицкого
Елизавета Алексеевна

С 1810 года был учителем русского языка у императрицы Елизаветы Алексеевны (был рекомендован М. М. Сперанским) и одновременно с 1811 года преподавал российскую словесность в Педагогическом институте.
В 1813 году сперва потерял место наставника императрицы, а затем и оставил место преподавателя института, после чего уехал в родные края. Несмотря на то, что сам Язвицкий в письме к Г. Р. Державину (от 22 ноября 1813 года) жаловался на то, что пострадал от сильных и мстительных противников (не упоминая кого-либо конкретного), исследователи предполагают, что причиной крушения карьеры Язвицкого было начавшееся душевное расстройство, которое было замечено императрицей.
Летом 1814 года подал на имя владимирского гражданского губернатора А. Н. Супонева записку, в которой потребовал лишить императора Александра I «всех почестей и триумфов» за победу над Наполеоном «за предание смертоубийства и суровые рабские законы, кои не что иное были как явное покрывало зверства и ужасный шаг тиранства». После этого был арестован и сначала помещён в Алексеевский равелин Петропавловской крепости, а затем — в Обуховскую больницу как душевнобольной (оставаясь на положении арестанта). Умер в той же больнице в 1820 году.
В качестве писателя и теоретика литературы находился в стане «архаистов», был членом-сотрудником второго разряда «Беседы любителей русского слова» (этот разряд возглавлял Державин). При этом по оценке П. Тостогузова, «кажется, и вполне правоверным бесединцем он не был: см. концовку „Введения“, где он призывает своё поколение к вступлению в „новый период словесности“ и приводит в качестве примера предшествующую литературную генерацию, где имена Дмитриева и Карамзина оказываются — буквально — между именами Державина, Петрова и Кострова <…> Перед нами будто бы явление „младоархаиста“, вышедшего рано, до звезды…».
Написал несколько руководств по теории словесности и языковедению, сочинял также оды. Им изданы: «Рассуждение о словесности вообще» (1810), «Введение в науку стихотворства, или Рассуждение о начале поэзии вообще и краткое повествование восточного, еврейского, греческого, римского древнего и среднего российского стихотворства» (1811), «Механизм или стопосложение российского стихотворства» (1810), «Историческое похвальное слово Суворову, или Лавры генералиссимуса, князя Италийского и графа Рымникского» (1810), «Ода добродетели» (1811), «Оды похвальные» (1811).
Кроме того, автор перевода Грамматики Пор-Рояля (1810) и одного из первых стихотворных переводов «Слова о полку Игореве», осуществлённого на основе прозаического перевода А. Я. Шишкова (1812).